# Солата (Арецо)
Солата је насеље у Италији у округу Арецо, региону Тоскана.
Према процени из 2011. у насељу је живело 12 становника. Насеље се налази на надморској висини од 610 м.